# Anthaxia medvedevorum
Anthaxia medvedevorum es una especie de escarabajo del género Anthaxia, familia Buprestidae. Fue descrita científicamente por Alexeev en 1978.

## Distribución
Se distribuye por las ecozonas del Neártico, Neotrópico, región indomalaya, Paleártico y región afrotropical.